# Darkness Will Rise
Darkness Will Rise debitantski je studijski album engleskog heavy metal sastava The Raven Age. Album je objavljen 17. ožujka 2017. godine, a objavila ga je diskografska kuća BMG.

## Popis pjesama
| 1.    | »The Darkness Will Rise«     | 1:13 |
| 2.    | »Promised Land«              | 6:13 |
| 3.    | »Age of the Raven«           | 5:36 |
| 4.    | »The Death March«            | 4:50 |
| 5.    | »Salem's Fate«               | 7:22 |
| 6.    | »The Merciful One«           | 5:12 |
| 7.    | »Eye Among the Blind«        | 6:05 |
| 8.    | »Winds of Change«            | 6:09 |
| 9.    | »Trapped Within the Shadows« | 6:54 |
| 10.   | »My Revenge«                 | 6:00 |
| 11.   | »The Dying Embers of Life«   | 5:36 |
| 12.   | »Angel in Disgrace«          | 5:29 |
| 13.   | »Behind the Mask«            | 8:15 |
| 74:54 |                              |      |

## Zasluge
The Raven Age
- George Harris — gitara
- Dan Wright — gitara
- Matt Cox — bas-gitara
- Jai Patel — bubnjevi
- Michael Burrough — vokali

Ostalo osoblje
- Matt Hyde — miksanje, mastering, produciranje
- George Harris — produciranje
- Adam Ford — omot albuma
- Gustavo Sazes — dizajn